# Аллерсхаузен
Аллерсхаузен (нем. Allershausen) — община в Германии, в земле Бавария.
Подчиняется административному округу Верхняя Бавария. Входит в состав района Фрайзинг и непосредственно подчиняется управлению административного сообщества Аллерсхаузен, являясь его центром.
Община подразделяется на 14 сельских округов.
По данным на 31 декабря 2015 года:
- территория — 2654,78 га;
- население — 5583 чел.;
- плотность населения — 210,3 чел./км²;
- землеобеспеченность с учётом внутренних вод — 4755,11 м²/чел.

## Население
По оценке на 31 декабря 2015 года население общины составляет 5583 человек.
| Дата      | 1840 | 1871 | 1900 | 1925 | 1939 | 1950 | 1961 | 1970 | 1987 | 2011 |
| --------- | ---- | ---- | ---- | ---- | ---- | ---- | ---- | ---- | ---- | ---- |
| Население | 1184 | 1395 | 1461 | 1439 | 1488 | 2102 | 1919 | 2333 | 3466 | 5082 |

| Год       | 1960 | 1970 | 1980 | 1990 | 2000 | 2009 | 2010 | 2011 | 2012 | 2013 | 2014 | 2015 |
| --------- | ---- | ---- | ---- | ---- | ---- | ---- | ---- | ---- | ---- | ---- | ---- | ---- |
| Население | 1913 | 2399 | 2961 | 4020 | 4710 | 4987 | 5015 | 5168 | 5309 | 5470 | 5537 | 5583 |